# Mistrzostwa Polski w Judo 1970
14. edycja Mistrzostw Polski w judo odbyła się w 25 kwietnia 1970 roku we Wrocławiu. Rywalizowali tylko mężczyźni.

## Medaliści mistrzostw Polski

### mężczyźni
| Konkurencja: | Złoto:             | Srebro:                       | Brąz:                                        |
| -63 kg       | Kazimierz Gwizdała | Wiesław Pasiek                | Stanisław Mieczkowski Zbigniew Kotas         |
| -70 kg       | Antoni Zajkowski   | Marian Tałaj Gwardia Koszalin | Andrzej Pawlak Leszek Fuss                   |
| -80 kg       | Jerzy Jatwott      | Wojciech Marecki              | Bohdan Jackiewicz Stanisław Tokarski         |
| -93 kg       | Bogdan Krawczyk    | Jerzy Firkowicz               | Waldemar Ogończyk Włodzimierz Lewin          |
| +93 kg       | Ksawery Borowik    | Leszek Lewocki                | Waldemar Zausz Gwardia Wrocław Marek Strauss |
| open         | Ksawery Borowik    | Leszek Lewocki                | Włodzimierz Lewin                            |